# Naturpark Haßberge
Naturpark Haßberge er en 804 km² stor Naturpark i den nordøstlige del af Frankiske Keuperland i den tyske delstat Bayern. 

## Geografi
Naturpark Haßberge, i bjergområdet Haßberge ligger nordvest for Bamberg. Det højeste punkt er Nassacher Höhe 512 moh. i Landkreis Haßberge (sydvest for Bundorf).

## Landskab og historie
Det bakkede landskab i Naturparks Haßberge består mest af blandet skov, med talrige vandløb og søer, men der er også græsningsområder og vinbjerge. I naturparkens område er der 20 forhistoriske voldanlæg, 15 borge og borgruiner og 26 slotte.